# Arnoald de Metz
Arnoald o Arnoaldus de Metz (Austràsia, ca. 560 - Metz, 611) fou un eclesiàstic austrasià, 25è bisbe de Metz del 601 o 603 al 611. És venerat com a sant per diverses confessions cristianes. Fou sogre de Sant Arnulf de Metz.

## Biografia
Se'n diuen molt poques coses a la documentació contemporània. És citat el 616 al testament de Sant Bertran de Le Mans, bisbe de Le Mans, que el menysprea i no n'esmenta la qualitat de bisbe: la raó és que amb el seu oncle Agilulf de Metz, Arnoald hauria usurpat béns pertanyents a l'Església del Maine.

Cap al 783 Pau el Diaca explica en el Líber d'Episcoporum Mettensium: 
| « | Agiulf, del qual es diu que el pare era procedent d'una noble família de senadors i la mare era filla del rei Clodoveu ... Després d'ell va venir el seu nebot Arnoald. El va succeir Pàpol (Pappolus). Arnulf, procedent d'una molt noble i molt poderosa soca de francs, va engendrar dos fills d'un matrimoni legítim, Anquisi o Ansegisel i Clodulf de Metz. | » |

A partir del segle xiii, una tradició el dona com al fundador de l'abadia de Saint-Arnoul de Merkingen. Les terres que han constituït el domini de l'abadia haurien estat cedides pel rei austrasià Teodobert II al bisbe, que hi hauria fundat l'abadia. Actualment és un barri de Sarrebruck: St Arnualer Markt

## Datació del seu episcopat
Al començament del segle xix, Claude Philippe de Viville proposa com a dates 599-609. L'anàlisi de cartes, de catàlegs episcopals i de la confrontació amb les restriccions històriques, realitzada per Jorg Jarnut, mostre un episcopat actiu de 603 a 611. Això confirma la tradició que pretén que Arnoald havia estat bisbe durant vuit anys i un mes. La mort d'Agilulf, predecessor d'Arnoald va succeir el 601.

## Família i descendència
La primera menció de la seva ascendència és donada per Pau el Diaca, que el considera nebot del seu predecessor Agilulf, ell mateix fill d'una filla de Clodoveu I. Després, les genealogies establertes pel bisbat de Metz, a partir de 810 (com la Commemoratio genealogiae domni Karoli gloriossimi imperatoris) el donen com a fill d'un Ansbert i d'una Biliquida, ella mateixa filla del rei Clotari I i afegeix que fou el pare de Sant Arnulf, avantpassat dels carolingis.
L'anàlisi recent d'aquestes tradicions confirma el nom dels seus pares i del seu oncle, rebutja el vincle de parentiu amb Clotari I, corregeix Clodoveu en Cloderic i considera que Arnoald no és el pare, sinó el sogre de Sant Arnulf.
La tradició li atribueix una esposa anomenada Oda, però respon a una confusió: a l'edat mitjana, coexistien dues tradicions a propòsit del pare de sant Arnulf. Mentre que una considerava que era Arnoald, l'altre li donava per pares Bodogisel i Santa Oda: Egidi d'Orval va intentar conciliar les dues tradicions volent fer d'Arnoald i de Bodogisel una mateixa persona.
El nom de l'esposa d'Arnoald continua essent desconegut, però aquesta dona va donar a llum a:
- Doda, esposa d'Arnulf, després del 612 monja a Trèveris.